# 六輪驅動
六輪驅動（Six-wheel drive）指傳動系統把引擎的動力同時傳送到六個車輪，這類設計主要在重型卡車、農用工具、越野車和軍用車輛上使用 。若汽車有六個車輪，並以全輪驅動，則被稱為「6x6」。
有些重型車輛的後軸會採用雙輪胎設計，也會被視作一個輪胎（即是6x6），因此實際的輪胎總數有6到10個。部分六輪驅動車輛允當司機在鋪裝路面行駛時改以四輪驅動運作（6x4），以減少汽車零件的損耗。

## 圖集

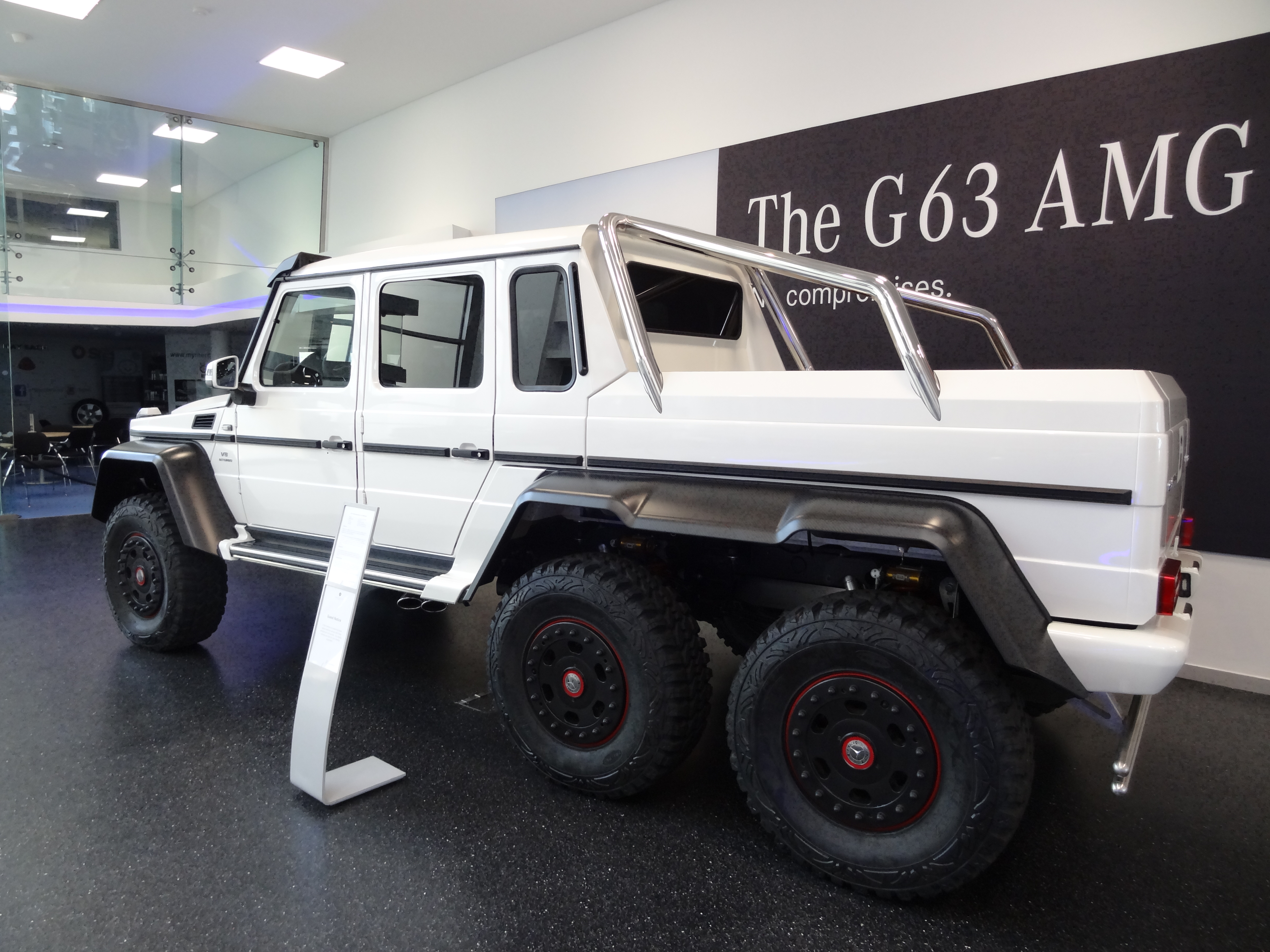
平治 G63 AMG 6x6
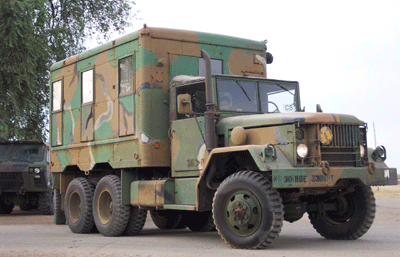
美軍M35卡車（10輪）
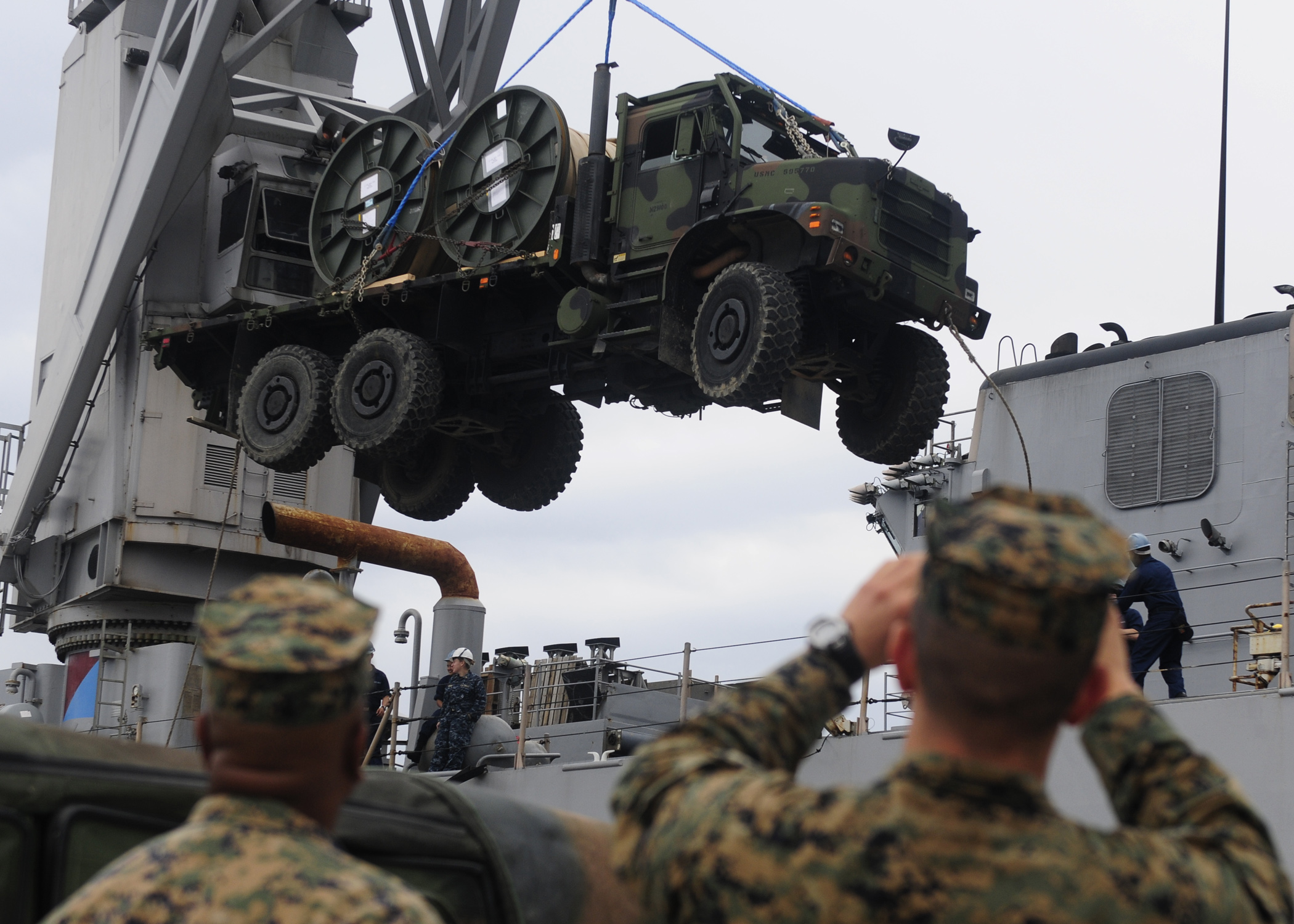
美軍MRVR（6輪）
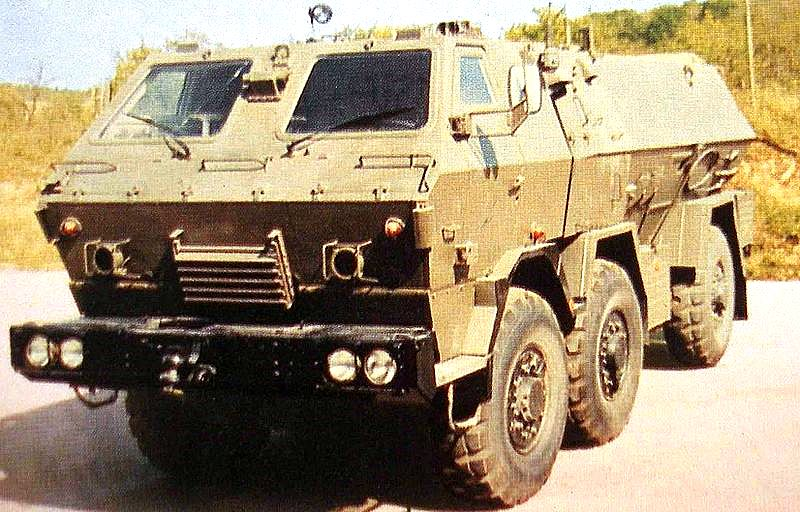
捷克 TATRAPAN 採用罕見的兩前一後車軸設計
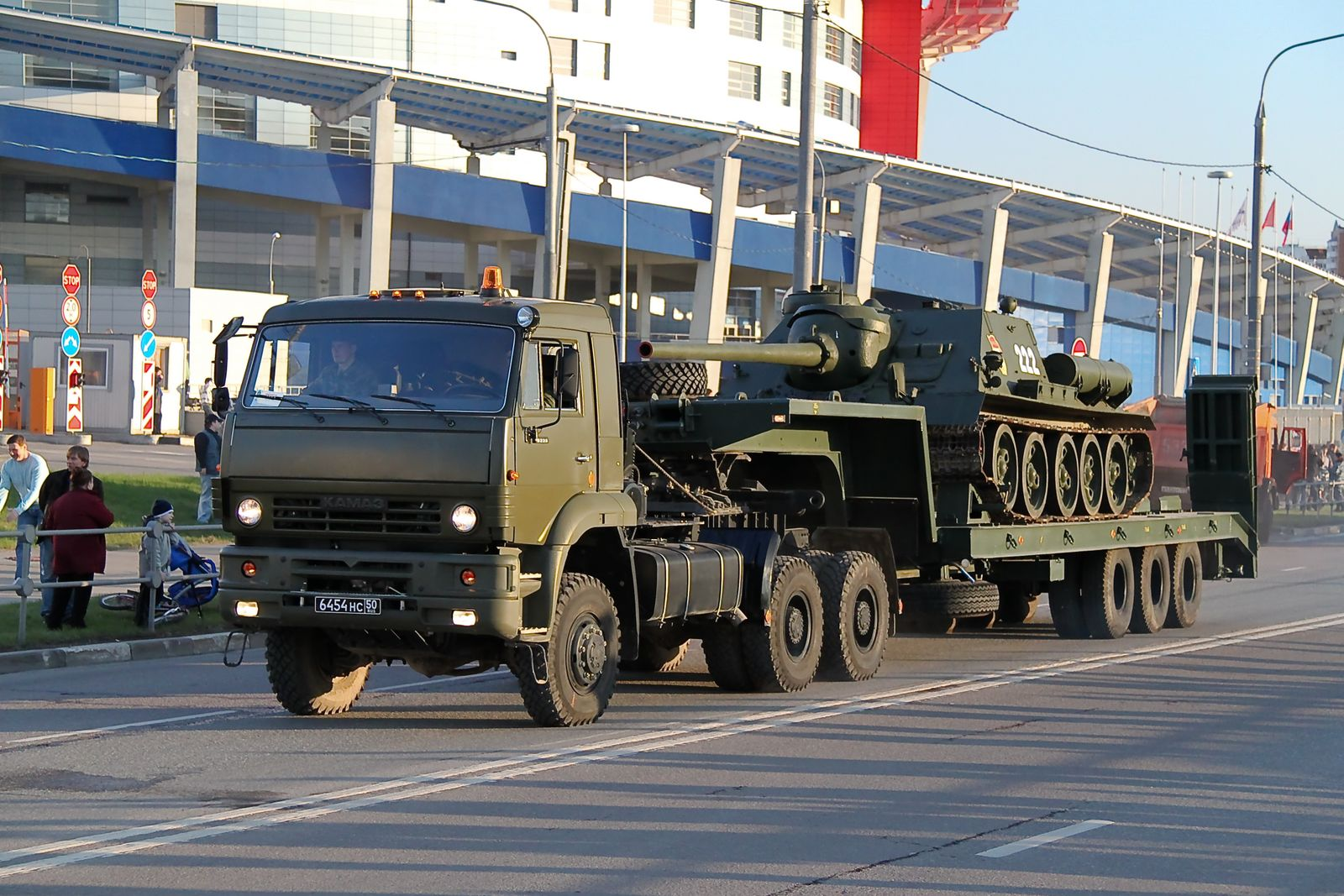
俄羅斯 KamAZ 坦克運輸車正在運送 SU-85M
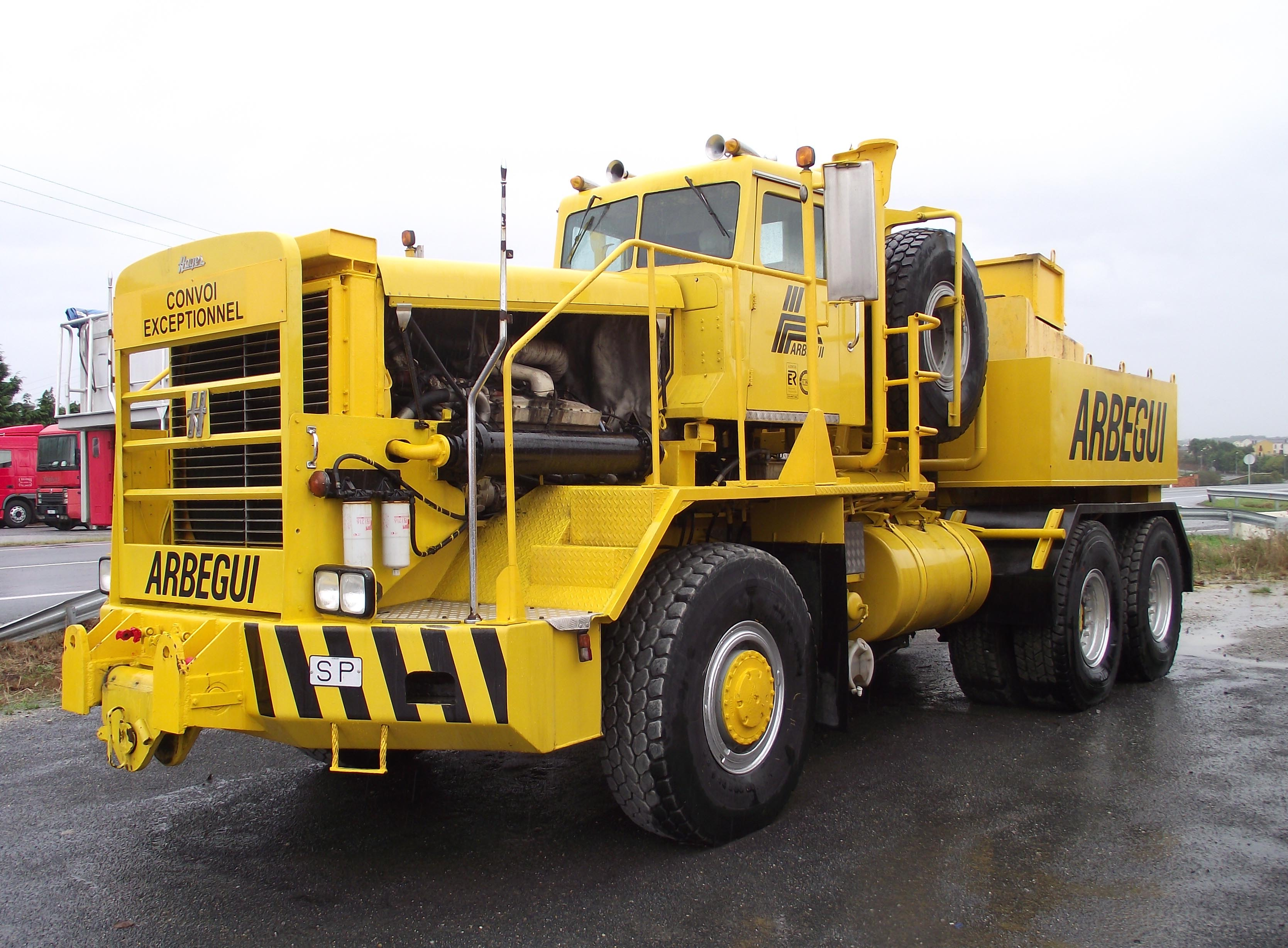
Hayes 超重型貨車
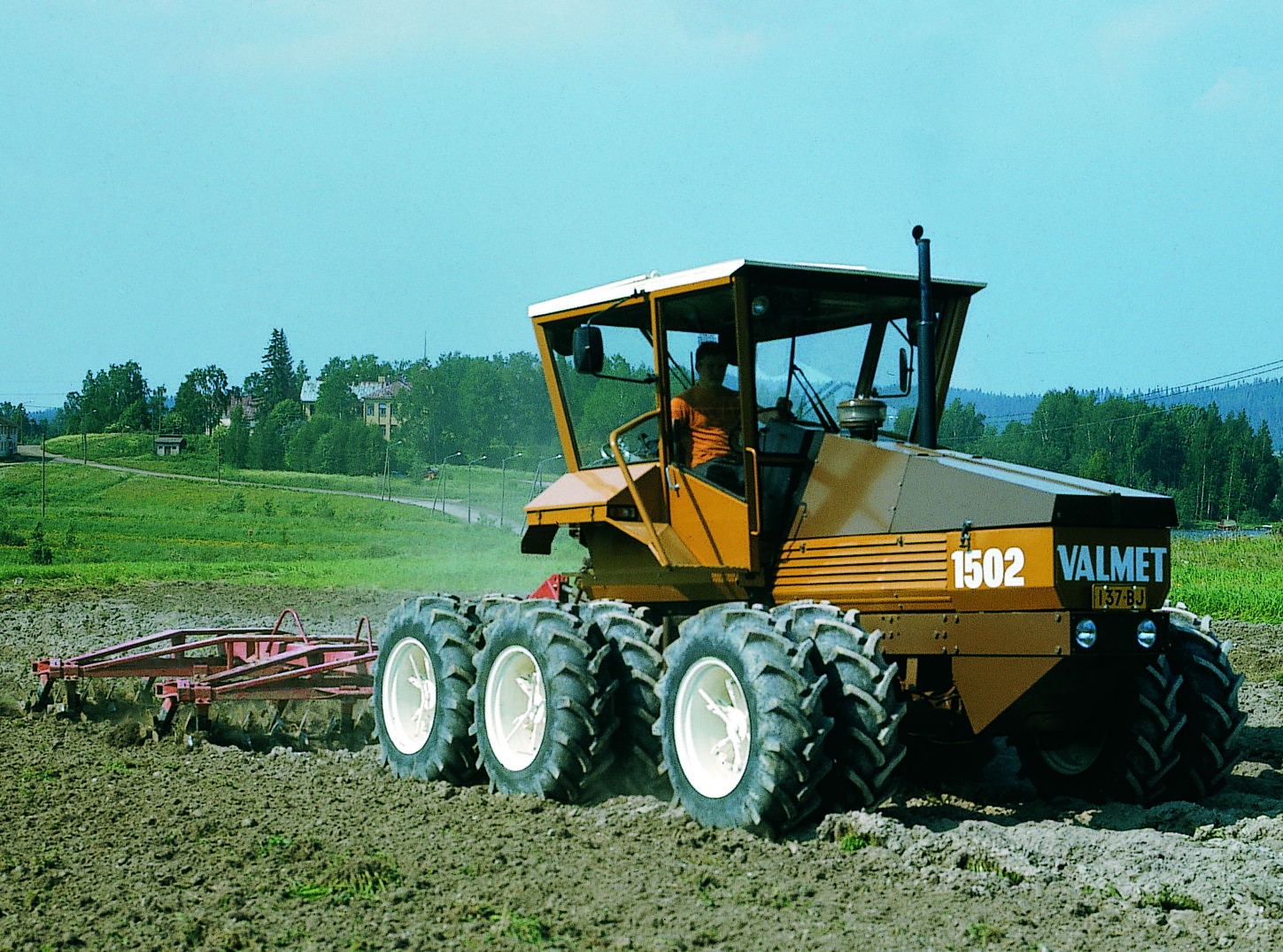
六轮Valmet 1502拖拉机，后面有一个转向架轴